# Hydroptila tombolhitam
Hydroptila tombolhitam är en nattsländeart som beskrevs av Wells och Malicky 1997. Hydroptila tombolhitam ingår i släktet Hydroptila och familjen smånattsländor. Inga underarter finns listade i Catalogue of Life.